# Perth Spirit
Perth Spirit – australijski zespół rugby union z siedzibą w Perth utworzony w 2014 roku przez Western Australia Rugby Union w celu uczestniczenia w National Rugby Championship. W 2007 roku zespół brał udział w jedynym rozegranym sezonie Australian Rugby Championship.

## Historia
Nazwa zespołu została wybrana spośród dwudziestu propozycji, bowiem określała sposób życia mieszkańców regionu oraz posiadała konotacje z występującym w Super Rugby zespołem Western Force. Perth Spirit reprezentował Australię Zachodnią w 2007 roku w Australian Rugby Championship i pod wodzą Johna Mulvihilla awansował wówczas do półfinału, jednak zespół, podobnie jak rozgrywki, został zlikwidowany po pierwszym sezonie.
Po raz drugi drużyna powstała po ogłoszeniu utworzenia National Rugby Championship jako jedna z dziewięciu uczestniczących w inauguracyjnym sezonie rozgrywek. Szkoleniowcami zespołu zostali David Wessels i Kevin Foote, asystenci trenera Western Force. Skład został ogłoszony pod koniec lipca 2014 roku, a kapitan zespołu był wyznaczany przed każdym meczem spośród szóstki jego liderów. Podobnie było w kolejnym sezonie, gdzie do grupy liderów wyznaczono trzech zawodników, rolę trenera objął zaś Tai McIsaac, który grał w Spirit w roku 2007. W sezonie 2016 Heath Tessman został samodzielnym kapitanem, a szkoleniowcem zespołu został Dwayne Nestor. Rolę tę w następnej edycji przejął asystent trenera Force, Kevin Foote na kapitana zespołu wyznaczając Michaela Ruru.

## Stadion
Zespół w rozgrywkach ARC rozgrywał spotkania na Members Equity Stadium. Trzy domowe spotkania inauguracyjnego sezonu NRC zostały natomiast zorganizowane na podmiejskich stadionach Perth, a czwarty – w ramach promowania tego sportu w Australii Południowej – w Adelaide. W kolejnych dwóch sezonach drużyna wszystkie mecze rozegrała na McGillivray Oval znajdującym się na terenie University of Western Australia.

## Stroje
Zawodnicy przywdziewają złoto-czarne stroje z niebieskim dekoltem. Złoto i czerń są tradycyjnymi stanowymi barwami, zaś kolor niebieski symbolizuje drogę do Western Force.

## Składy

### Skład 2007
Pekahou Cowan, Gareth Hardy, Kieran Longbottom, Troy Takiari, AJ Whalley, Tai McIsaac, Luke Holmes, Ryan Tyrrell, Tom Hockings, Sitaleki Timani, Rudi Vedelago, Luke Doherty, Scott Fava, Will Brock, Richard Brown, Scott Fardy, David Pocock, Matt Henjak, James Stannard, Todd Feather, James Hilgendorf, Scott Daruda, Kane Allen, Ryan Cross, Lachlan MacKay, Junior Pelesasa, Dan Bailey, Nick Cummins, Ed Jenkins, Luke McLean, Jackson Mullane, Ratu Nasiganiyavi, Haig Sare, Cameron Shepherd.

### Skład 2014
W składzie na sezon 2014 znaleźli się prócz dwudziestu graczy związanych z Western Force także zawodnicy wszystkich dziewięciu klubów uczestniczących w lokalnych rozgrywkach: Pekahou Cowan, Tetera Faulkner, Chris Heiberg, Alec Hepburn, Oliver Hoskins, Joe Savage, Francois van Wyk, Robbie Abel, Nathan Charles, Harry Scoble, Heath Tessmann, Brent Murphy, Scott Stevens, Kieran Stringer, Rory Walton, Sam Wykes, Richard Hardwick, Matt Hodgson, Kane Koteka, Brynard Stander, Corey Thomas, Ross Haylett-Petty, Ben McCalman, Alex Rovira, Ian Prior, Michael Ruru, Justin Turner, Zack Holmes, Davis Tavita, Luke Burton, Kyle Godwin, Ammon Matuauto, Junior Rasolea, Marcel Brache, Nili Fielea, Brad Lacey, Va'a Mailei, Luke Morahan, Dillyn Leyds, Dane Haylett-Petty. Cowan, Charles, Hodgson i Ben McCalman byli przydzielonymi do zespołu aktualnymi reprezentantami kraju i ich udział w zawodach był zależny od obowiązków w kadrze.

### Skład 2015
W trzydziestotrzyosobowym składzie na sezon 2015 znalazło się czternastu graczy Force oraz zawodnicy z lokalnych klubów: Jermaine Ainsley, Chris Alcock, Hayden Anderson, Faamanatu Apineru, Luke Burton, Angus Cottrell, Tetera Faulkner, Kyle Godwin, Adrian Hall, Richard Hardwick, Daley Harper, Onehunga Havilli, Ross Haylett-Petty, Chris Heiberg, Oliver Hoskins, Byron Hutchinson, Nicholas Jooste, Maalonga Konelio, Kane Koteka, Brad Lacey, Ryan Louwrens, Ammon Matuauto, Sevuloni Mocenacagi, Albert Nikoro, Ian Prior, Anaru Rangi, Junior Rasolea, Alex Rovira, Michael Ruru, Joe Savage, Harry Scoble, Auega Seumanatafa, Davis Tavita, Heath Tessman, Francois van Wyk, Rory Walton, Riley Winter. Faulkner i Godwin byli przydzielonymi do zespołu aktualnymi reprezentantami kraju i ich udział w zawodach był zależny od obowiązków w kadrze.

### Skład 2016
W składzie na sezon 2016 znalazło się prócz graczy związanych z Western Force także dwunastu zawodników reprezentujących kluby uczestniczące w lokalnych rozgrywkach: Jermaine Ainsley, AJ Alatimu, Marcel Brache, Brad Campbell, Adam Coleman, Pekahou Cowan, Louie David, Manihera Eden, Mees Erasmus, Richard Hardwick, Onehunga Havilli, Ross Haylett-Petty, Beau King, Grayson Knapp, Kane Koteka, Jono Lance, Ryan Louwrens, Semisi Masirewa, Ammon Matuauto, Billy Meakes, Hadleigh May, Luke Morahan, Liaone Mulikihaamea, Ian Prior, Anaru Rangi, Michael Ruru, Harry Scoble, Auega Seumanutafa, Tom Sheminant, Brynard Stander, Ben Tapuai, Davis Tavita, Angus Taylor, Heath Tessmann, Clay Uyen, Eric Vasukicakau, James Verity-Amm, Shambeckler Vui, James Wepener, Naude Wessels, Joel Wilkinson, Riley Winter.

### Skład 2017
W składzie na sezon 2017 znalazło się prócz graczy związanych z Western Force także jedenastu zawodników reprezentujących kluby uczestniczące w lokalnych rozgrywkach: Jermaine Ainsley, Richard Arnold, Marcel Brache, Adam Coleman, Angus Cottrell, Pekahou Cowan, Logan Ede, Mees Erasmus, Tetera Faulkner, Ben Grant, Peter Grant, Michael Hardwick, Richard Hardwick, Onehunga Havili, Dane Haylett-Petty, Nick Jooste, Baxter King, Beau King, Kane Koteka, Jono Lance, Sama Malolo, Ben McCalman, Michael McDonald, Billy Meakes, Isi Naisarani, Brendan Owen, Chance Peni, Matt Philip, Tatafu Polota-Nau, Ian Prior, Anaru Rangi, Curtis Rona, Michael Ruru, Sheldon Tarawa, Clay Uyen, James Verity-Amm, Shambeckler Vui.